# Spencer & Hill
Spencer & Hill es un dúo de disc jockeys (DJ) alemanes que hacen música Electro House. Sus integrantes son Peter Spencer & Josh Hill.

## Producción
- Samples: El Paquete de sonidos de Vengeance.
- Sintetizador: ReFX Nexus 2 con expansión.
- Efectos: Vengeance Producer Suite: Multiband Sidechain.
- Percusión: Vengeance Producer Suite: Metrum.
- Secuenciador: Steinberg Cubase
- Sampler: Steinberg Halion 3

## Discografía

### Sencillos
- Spencer & Hill Feat. Ari - Surrender
- Spencer & Hill Feat. Mimoza - Let out the freak
- Spencer & Hill Feat. Nadia Ali - Believe It
- Robbie Rivera vs. Spencer & Hill - The Hum Melody 2011
- Spencer & Hill - One Touch Away
- Spencer & Hill - Dance
- Spencer & Hill - U Got To
- Spencer & Hill - Can't Stop the world
- Spencer & Hill - BeatRocka
- Spencer & Hill - I spy
- Spencer & Hill - 2 Kisses of U
- Spencer & Hill - Can stop the world
- Spencer & Hill - Yeah Yeah Yeah
- Spencer & Hill - Lost in space
- Spencer & Hill - Dub Disco
- Spencer & Hill - Say what
- Bastian Van Shield vs Spencer & Hill - Cantina
- Spencer & Hill - Less Go
- Spencer & Hill - Sunbeam
- Spencer & Hill - Go Go Girl
- Spencer & Hill - Back2Back
- Spencer & Hill - Shy Boy
- Spencer & Hill - Gute Laune
- Spencer & Hill - Get Down
- Spencer & Hill - Who knows
- Spencer & Hill - Mich laust der affe
- Spencer & Hill - Oldschool
- Spencer & Hill vs She's all that - Jump
- Spencer & Hill - Cool 2k10 Mixes
- Spencer & Hill - 303
- Spencer & Hill - Excuse me
- Spencer & Hill vs Dave Darrel - It's a smash
- Spencer & Hill - Hunted House
- Spencer & Hill - Funk Parliament
- Spencer & Hill - I want you
- Spencer & Hill - Trespasser
- Spencer & Hill - Heads Off
- Spencer & Hill - Cool EP
- Spencer & Hill vs Felguk - Fingertips EP
- Spencer & Hill - Flat EP
- Spencer & Hill - Most Wanted EP
- Spencer & Hill - Housebeat
- S & H Project - One stop love EP
- S 26 H Project - Bob the radio
- Spencer & Hill - Stop the world
- Spencer & Hill - World in love
- S 26 H Project - Perculate
- Spencer & Hill - Get it on
- Spencer & Hill - Dub files 1
- Spencer & Hill - EP5
- Spencer & Hill - Back in the love
- Spencer & Hill - EP4
- Spencer & Hill - Extra E (EP3)
- Spencer & Hill - When the lights turn off
- Spencer & Hill - EP2
- Spencer & Hill - EP1

### Remezclas
- Ian Carey, Snoop Dogg, Bobby Anthony - Last Night (Spencer & Hill Remix)
- Sultan & Ned Shepard ft. Nadia Ali - Call My Name (Spencer&Hill Remix)
- Cosmic Gate – Exploration Of Space (Spencer & Hill Remix)
- Swedish House Mafia feat. Pharrell - One (Your Name) (Spencer&Hill Remix)
- Afrojack - Take over control (Spencer&Hill Remix)
- Cascada - Pyromania (Spencer&Hill Airplay Mix)
- Yello - The Expert (Spencer&Hill Remix)
- Gigi Barocco vs Ice MC - Think about the way 2k9 (Spencer&Hill Remix)
- Medina - You & I (Spencer&Hill Remix)
- Bob Sinclar - La La Song (Spencer&Hill Remix)
- Frankie Goes to Hollywood - Relax (Spencer&Hill Remix)
- Paul van Dyk - For an angel(Spencer&Hill Remix)
- Royksopp - Girl and the robot (Spencer&Hill Remix)
- Tiga - Shoes (Spencer&Hill Remix)
- N-Trance - Set u free 2008 (Spencer&Hill Classic Mix)
- Porn Kings Vs. Dj Supreme - Up To Tha Wildstyle (Spencer&Hill Remix)
- R.I.O. - When the sun comes down (Spencer&Hill Remix)
- 4 Strings vs. Da Mack - Da Mack (Spencer&Hill Remix)
- Private - My secret lover (Spencer&Hill Remix)
- S & H Project ft. Jades - Summer's gone (Spencer&Hill Remix)
- Dave Darell - Freeloader (Spencer&Hill Remix)
- Selda - 100% pure love (Spencer&Hill Remix)
- Giant JR - Evil (Spencer&Hill Remix)
- S & H Project - One stop love (Spencer & Hill Remix)
- Milk & Sugar - Stay around (Spencer&Hill Remix)
- Avenue - The Last Goodbye (Spencer&Hill Remix)
- Lowrider - Pitchdown (S&H Project Remix)
- N-Trance - Set u free 2008 (Spencer&Hill Remix)
- Velvet - Fix me (Spencer&Hill Remix)
- BWO - Lay your love one (Spencer&Hill Remix)
- R.I.O. - Shine on (Spencer&Hill Remix)
- Dj Tom & Bump N' Grind - So much love to give (Spencer&Hill Remix)
- Lorie - Play (Spencer&Hill Remix)
- Moby - Disco Lies (Spencer&Hill Remix)
- Booty Luv - Some kinda rush (Spencer&Hill Remix)
- Cezar - Keep on (Spencer&Hill Remix)
- S&H Project - Bob the radio (Spencer&Hill Mixes)
- Lorie - Play (Spencer&Hill Remix)
- Cascada - What Do You Want from Me? (S&H Project Remix)
- September - Cry for you (Spencer&Hill Remix)
- Sash! - Mysterious times (Spencer&Hill Remix)
- Cascada - What Hurts the Most (Spencer&Hill Remix)
- Yanou ft. Mark Daviz - A girl like you (S&H Project Remix)
- R.I.O. - R.I.O (S&H Project Remix)
- Lorie - Je Vais Vite (Spencer&Hill Remix)
- Sugababes - About You Now (Spencer&Hill Remix)
- Tiësto - Carpe Noctum (Spencer&Hill Remix)
- Yanou - Sun is shinning (Spencer&Hill Remix)
- S & H Project - Percualte it (Spencer&Hill Mixes)
- Taio Cruz - Moving on (Spencer&Hill Remix)
- Chris Lake - Changes (Spencer&Hill Remix)
- Scooter ft. Fatman Scoop - Behind the cow (Spencer&Hill Mixes)
- Above & Beyond - For all I care (Spencer&Hill Remix)
- Cascada - Everytime We Touch (Spencer&Hill Remix)
- Erick Morillo ft. P. Diddy - Dance I said (Spencer&Hill Remix)
- Cass Fox - Touch me (Spencer&Hill Remix)
- Yanou ft. Liz - King of my castle (Spencer&Hill Dub Mix)
- Michael Gray - Borderline (Spencer&Hill Remix)
- Ian Carey - Say what you want (Spencer&Hill Remix)
- Rasmus Faber - Get over here (Spencer&Hill Remix)
- Fishbowl - Lets get down (Spencer&Hill Remix)
- Ultra Djs - You&me (Spencer&Hill Remix)